# سیارک ۲۶۳۴۵
سیارک ۲۶۳۴۵ (به انگلیسی: 26345 Gedankien، نامگذاری:1998XQ77)۲۶۳۴۵مین سیارک کشف شده‌است که در ۱۵ دسامبر ۱۹۹۸ کشف شد.